# Тоштедт
Тоштедт (нем. Tostedt) — община в Германии, в земле Нижняя Саксония.
Входит в состав района Харбург. Подчиняется управлению Тоштедт. Население составляет 13 232 человека (на 31 декабря 2010 года). Занимает площадь 48,24 км².

## Города-побратимы
- Морлаас (Франция, с 1989)